# Гимназија „Сами Фрашери” Приштина
Гимназија „Сами Фрашери” је гимназија у Приштини, основана 1913. Једна је од најстаријих гимназија у Приштини и читавом Косову и Метохији, а носи име писца, филозофа и драматурга, Самија Фрашерија.

## Организација
Гимназија „Сами Фрашери” једна је од најуспешнијих гимназија на Балканском полуострву. Настава се одвија на албанском и турском језику, при чему је албански главни наставни језик. Једна је од најконкурентнијих средњих школа на Косову и Метохији, са годишњим пријавама које далеко премашују расположива места. Бивши ученици гимназије имају важне улоге у покрејинским канцеларијама, професорским улогама на универзитетима и јавној сцени, што школу чини једном од најуспешнијих те врсте.
Гимназија нуди два смера: друштвени, који се одвија у бившој техничкој школи, и природни, који се одвија у првобитној згради. Предмети који се предају су математика (анализа и алгебра), матерњи језик, један до три страна језика, историја, географија, информатика (рачунарство), природне науке (биологија, хемија, физика), историја уметности, музичко васпитање, филозофија, логика, физичко васпитање и друштвене науке (социологија, етика или веронаука, психологија, политика и економија).

## Називи школе
- Непотпуна гимназија у Приштини, Указом Краља Петра I о оснивању Гимназије у Приштини од 17. октобра 1913.
- Српска краљевска гимназија у Приштини је име школе које се нашло у једном од извештаја директора Гимназије од 11. и 12. марта 1915. године. Овај назив налазио се на печату школе који је утиснут на Извештају. Ово име школа је носила до Првог светског рата.
- Приштевска гимназија у Приштини име је школе од 1920/21. године.
- Државна гимназија у Приштини јесте назив школе од 1925/26. године.
- Државна реална гимназија — ово име школа добија школске 1930/31. и тако се звала све до Другог светског рата.
- Потпуна мешовита гимназија у Приштини назив је школе од 1945. године, што документује Извештај о раду школе за школску 1946/47. годину.
- Државна реална гимназија у Приштини, ово име школа носи од 1947/48. године.
- Гимназија „Иво Лола Рибар” 28. мај 1962. године Народни одбор Општине Приштина издао је Решење бр.11623 о оснивању Гимназије у Приштини.
- ГСУОВ „Иво Лола Рибар” у Приштини, школа је под овим именом регистрована код Окружног суда у Приштини 19. децембра 1979. године. Постоји податак да се школа у исто време водила и под именом „ОВО” „Иво Лола Рибар” у Приштини, што је често доводило до конфузије.
- Центар средњег образовања „Иво Лола Рибар” у Приштини име је установљено Решењем бр.02611-989 од 3. јуна 1988.
- Прва приштинска гимназија у Приштини – ово име школа добија Одлуком Скупштине општине Приштина усвојеној на седници од 31. августа 1992. године. Ова одлука објављена је у Службеном гласнику Републике Србије бр. 76 од 22. октобра 1992. године.
- Гимназија „Сами Фрашери” је назив који носи од 1999. године. Исте године основана је засебна Гимназија Приштина у Лапљем Селу.